# Mare Anguis
Mare Anguis (Ormens hav) är ett litet månhav på månens norra halvklot, långt österut på den del som vetter mot Jorden. Det är avlångt i nord-sydlig riktning. Det ligger nordost om det större månhavet Mare Crisium och sydost om kratern Eimmart.